# Straydogs
Straydogs är en svensk dramafilm från 1999 i regi av Daniel Alfredson. I rollerna ses bland andra Michael Legge, Sarah Jane Potts, Kevin Knapman och Mark Bagnall.

## Om filmen
Inspelningen ägde rum i Uddevalla under juni 1998 efter ett manus av Hans Renhäll. Producenter var Malte Forssell och Anna Eriksson och fotograf Peter Mokrosinski. Filmen premiärvisades den 5 februari 1999 på ett flertal biografer runt om i Sverige.
Mokrosinski mottog 1999 priset Kodak Nordic Award för sina insatser som fotograf i filmen. Han nominerades även till en Guldbagge året efter.

## Handling
Ett anonymt krig utspelas på jorden och tre unga överlevare, ledaren Leo, Anna och Thomas, tillbringar sin vardag i ett stort källarutrymme. Deras minisamhälle styrs av Lagen, som Leo har inrättat. En dag tillfångatas en ung man, Niko, som befinner sig på flykt undan kriget.
Senare uppdagas att Leo inte kan läsa, vilket gör att han förlorar sin auktoritet. Thomas trotsar honom, varpå Leo skär halsen av honom. Niko flyr och når till slut friheten vid havet.

## Rollista
- Michael Legge	– Niko
- Sarah Jane Potts – Anna
- Kevin Knapman	– Leo
- Mark Bagnall – Thomas
- Bo Lyckman – inkräktaren
- Axel Widegren – pojken